# Thorens
Thorens is een Zwitsers bedrijf, in 1883 opgericht door Hermann Thorens in Giebenach. Het is vooral bekend door het produceren van elektronicaproducten, waaronder platenspelers. Tot 1952 produceerde Torens ook mondharmonica's en tot 1964 aanstekers.

## Geschiedenis
In 1883 werd het familiebedrijf Thorens in Zwitserland geregistreerd door Hermann Thorens. Het begon muziekdozen en klokken te produceren. Thorens begon in 1903 met de productie van fonografen.